# Franciszek Buczyński

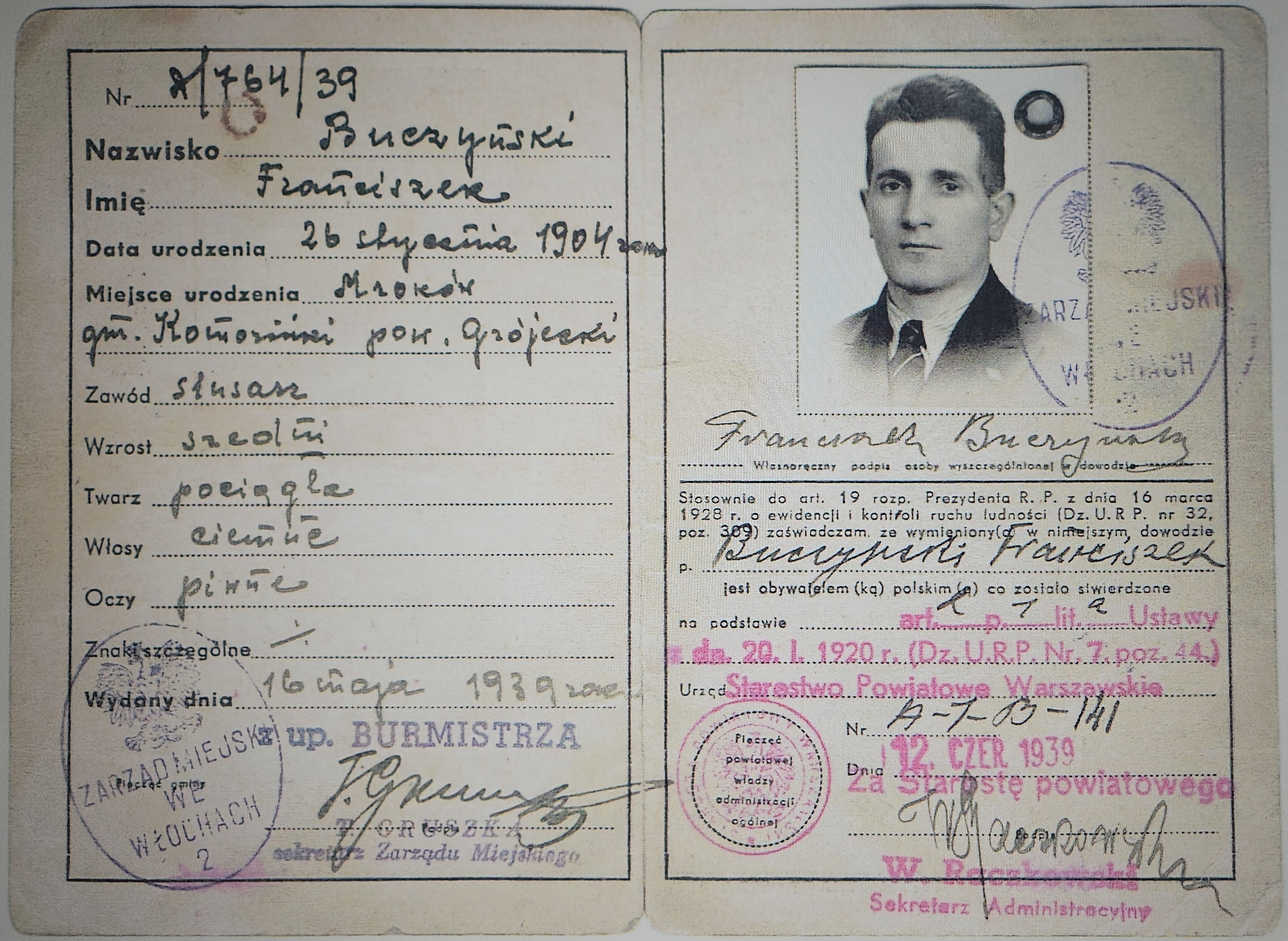
Dowód osobisty Franciszka Buczyńskiego

Franciszek Buczyński (ur. 26 stycznia 1904, zm. we wrześniu 1939 pod Kutnem) – polski lekkoatleta długodystansowiec i maratończyk.
Był mistrzem Polski w biegu maratońskim w 1928, wicemistrzem w 1929 i brązowym medalistą w 1932. Poza tym zajmował następujące miejsca w mistrzostwach Polski w maratonie: 4. miejsce w 1934, 1936 i 1937 oraz 5. miejsce w 1931.
17 września 1929 w Warszawie ustanowił rekord Polski w biegu na 25 km czasem 1:38:38,0. Jego rekord życiowy w biegu maratońskim wynosił 3:02:57,0 (12 września 1937, Łódź).
Był zawodnikiem klubów warszawskich: Legii (1923), Korony (1924), Warszawianki (1925–1928), Polonii (1931), Sarmaty (1932)  i ponownie Warszawianki (1934–1937).
Pracował jako ślusarz w zakładach Gerlacha w Warszawie. W kampanii wrześniowej walczył w składzie 30 Pułku Piechoty i poległ pod Kutnem.